# Якимовка (Речицкий район, деревня)
Якимовка (бел. Які́маўка) — деревня в Борщёвском сельсовете Речицкого района Гомельской области Беларуси.

## География
Расположена в 13 км на восток от Речицы, в 40 км от Гомеля и в 3 км от железнодорожной станции Якимовка. Вокруг деревни — лес.

## Транспортная система
Транспортная связь по просёлочной, а затем по автодороге Калинковичи — Гомель.

## История
Деревня по письменным источникам известна с XIX века и входила в состав Телешевской волости Гомельского уезда Могилёвской губернии. В 1897 году в деревне находились хлебозапасный магазин и школа грамоты. В 1909 году 400 десятин земли.
С 8 декабря 1926 года по 30 декабря 1927 года центр Якимовского сельсовета Уваровичского района Гомельского округа.
В 1929 году организован колхоз.
Во время Великой Отечественной войны на фронтах погибли 21 житель деревни.
В 1959 году деревня входила в состав колхоза «Борщевка» с центром в деревне Борщёвка. Работали начальная школа, магазин, отделение связи, клуб.

## Население
- 1897 год — 57 дворов, 333 жителя.
- 1909 год — 65 дворов, 387 жителей.
- 1926 год — 100 дворов, 538 жителей.
- 1959 год — 405 жителей (согласно переписи).
- 2004 год — 48 дворов, 110 жителей.

## Известные уроженцы
- А. Я. Коваленко — Герой Советского Союза
- В. Г. Осипенко — белорусский художник